# Campeonato Sudamericano de Football 1956

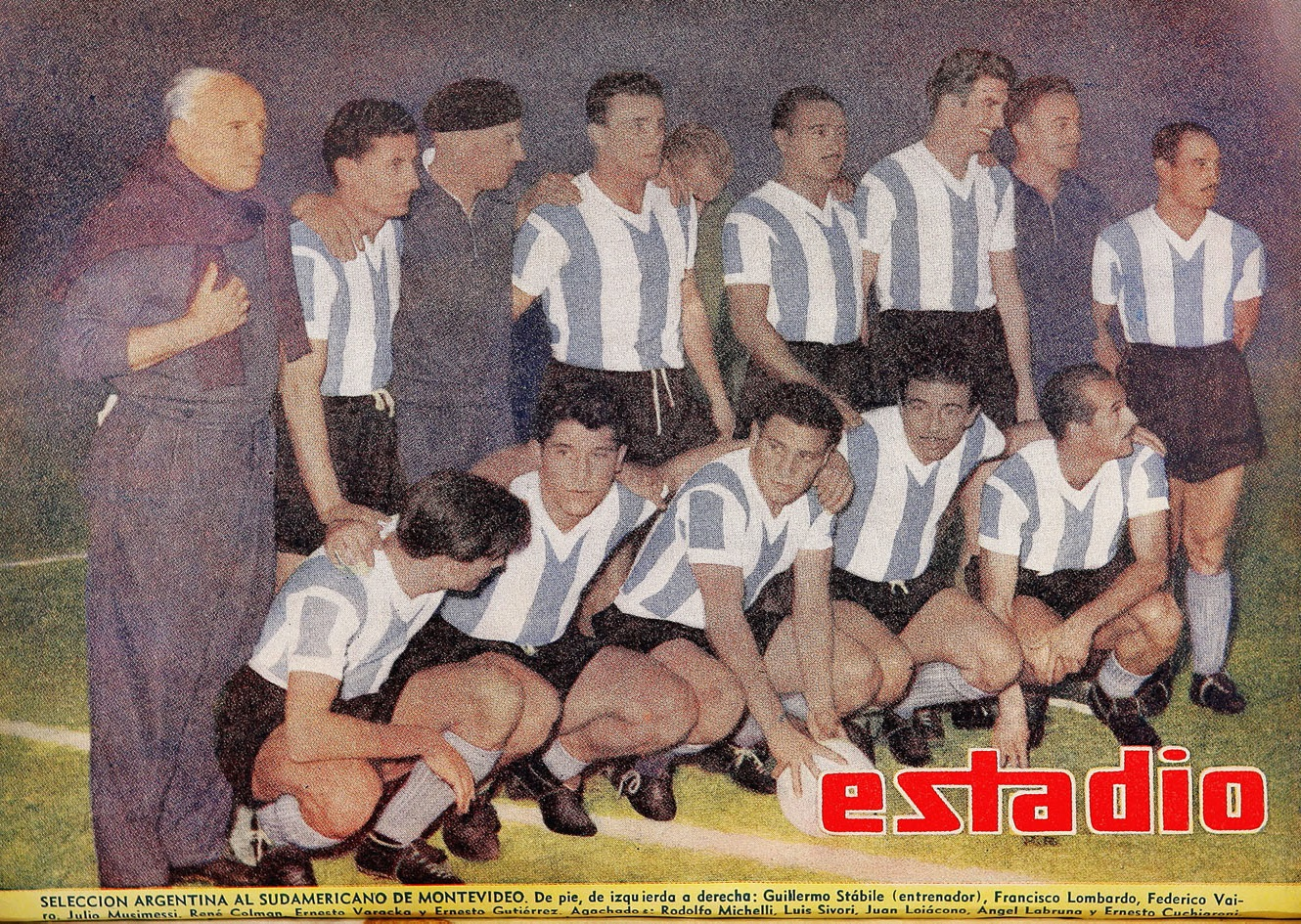

Il Campeonato Sudamericano de Football 1956 fu la ventiquattresima edizione della Copa América. Si trattò di un'edizione straordinaria in cui non era in palio il trofeo. Ad organizzarla fu l'Uruguay e tutte le partite si disputarono all'Estadio Centenario di Montevideo dal 21 gennaio al 15 febbraio 1956.

## Nazionali partecipanti
| N° | Nazione   | Iscrizione CONMEBOL | Note                         |
| -- | --------- | ------------------- | ---------------------------- |
| 1  | Argentina | 1916                | Detentore Coppa America 1955 |
| 2  | Brasile   | 1916                |                              |
| 3  | Cile      | 1916                |                              |
| 4  | Uruguay   | 1916                | Nazione ospitante            |
| 5  | Paraguay  | 1921                |                              |
| 6  | Perù      | 1925                |                              |
| 7  | Bolivia   | 1926                | Rinuncia                     |
| 8  | Ecuador   | 1927                | Rinuncia                     |
| 9  | Colombia  | 1936                | Rinuncia                     |
| 10 | Venezuela | 1952                | Rinuncia                     |

## Formula
La formula prevedeva che le sei squadre partecipanti si affrontassero in un unico girone all'italiana, la cui prima classificata avrebbe vinto il torneo. Per ogni vittoria si attribuivano 2 punti, 1 per ogni pareggio e 0 per ogni sconfitta.

## Risultati
| Arbitro: | Brozzi |

|                                        |           |                     |
| Míguez 12’ Escalada 25’, 32’ Roque 65’ | Marcatori | 81’ Rolón 89’ Gómez |

| Arbitro: | Rodríguez |

|                      |           |           |
| Sívori 43’ Vairo 51’ | Marcatori | 56’ Drago |

| Arbitro: | Brozzi |

|                                             |           |              |
| Hormazábal 8’, 83’ Meléndez 65’ Sánchez 71’ | Marcatori | 38’ Maurinho |

| Arbitro: | De Nicola |

|                         |           |  |
| Escalada 42’ Míguez 73’ | Marcatori |  |

| Montevideo 29 gennaio 1956 | Brasile    | 0 – 0 | Paraguay | Estadio Centenario (45.000 spett.)\| Arbitro: \| Bustamante \| |
| Arbitro:                   | Bustamante |       |          |                                                                |

| Arbitro: | Laurito |

|                 |           |  |
| Labruna 9’, 79’ | Marcatori |  |

| Arbitro: | Rodríguez |

|                        |           |           |
| Álvaro 10’ Zezinho 80’ | Marcatori | 42’ Drago |

| Arbitro: | Laurito |

|               |           |  |
| Cecconato 54’ | Marcatori |  |

| Arbitro: | Brozzi |

|           |           |             |
| Rolón 76’ | Marcatori | 61’ Andrade |

| Arbitro: | Rodríguez |

|              |           |  |
| Luizinho 88’ | Marcatori |  |

| Arbitro: | Brozzi |

|                       |           |             |
| Míguez 12’ Borges 58’ | Marcatori | 59’ Ramírez |

| Arbitro: | Brozzi |

|                                                    |           |                                             |
| Hormazábal 15’ Muñoz 34’ Fernández 70’ Sánchez 86’ | Marcatori | 22’ Castillo 57’ Mosquera 80’ Gómez Sánchez |

| Montevideo 10 febbraio 1956 | Uruguay | 0 – 0 | Brasile | Estadio Centenario (80.000 spett.)\| Arbitro: \| Brozzi \| |
| Arbitro:                    | Brozzi  |       |         |                                                            |

| Arbitro: | Rodríguez |

|                            |           |  |
| Hormazábal 41’ Ramírez 51’ | Marcatori |  |

| Arbitro: | De Nicola |

|             |           |  |
| Ambrois 23’ | Marcatori |  |

## Classifica finale
| Pos. | Squadra   | Pt | G | V | N | P | GF | GS | DR |
| ---- | --------- | -- | - | - | - | - | -- | -- | -- |
| 1.   | Uruguay   | 9  | 5 | 4 | 1 | 0 | 9  | 3  | +6 |
| 2.   | Cile      | 6  | 5 | 3 | 0 | 2 | 11 | 8  | +3 |
| 3.   | Argentina | 6  | 5 | 3 | 0 | 2 | 5  | 3  | +2 |
| 4.   | Brasile   | 6  | 5 | 2 | 2 | 1 | 4  | 5  | -1 |
| 5.   | Paraguay  | 2  | 5 | 0 | 2 | 3 | 3  | 8  | -5 |
| 6.   | Perù      | 1  | 5 | 0 | 1 | 4 | 6  | 11 | -5 |

## Classifica marcatori
4 gol
- Hormazábal.

3 gol
- Escalada e Míguez.

2 gol
- Labruna;
- Ramírez e Sánchez;
- Rolón;
- Drago.

1 gol
- Cecconato, Sívori e Vairo;
- Alvaro, Luizinho, Maurinho e Zezinho;
- Fernández, Muñoz e Meléndez;
- Gómez;
- Andrade, F. Castillo, Gómez Sánchez e Mosquera;
- Ambrois, Borges e Roque.

## Arbitri
- Juan Brozzi
- João Baptista Laurito
- Sergio Bustamante
- Cayetano de Nicola
- Washington Rodríguez